# 조국과 청춘 6집
조국과 청춘 6집은 조국과 청춘의 여섯 번째 앨범이다.

## 개요
1996년 <조국과 청춘 5집>을 통해 자신들이 "대중가수"임을 선언한 조국과 청춘은 1998년 여러 논란 속에서도 6집을 발표하였다. 20대의 희망과 긍정을 담은 이 앨범은 당시 민중가요의 취약점이라고 지적된 리듬을 강화하기 위해 경쾌한 펑키 리듬을 더했고, 지나친 샤우팅창법 대신 선율과 리듬을 타는 창법도 이용했다. 수록곡 <이럴 때일수록>은 펑키 스타일의 락이 가미된 발라드를 이용했고, <우리>는 포크 리듬을 이용했다. 락음악인 <손을 펴라>는 박노해 시인의 시에 곡을 붙인 것이다. 하지만 당시 운동권의 분열로 조국과 청춘은 위기를 맞이하였고, 이 앨범을 끝으로 현재까지 더 이상 앨범을 내지 않고 있다. 비슷한 시기 경기남부총련 노래단으로 활동한 천리마(같은 한총련 소속 노래단) 역시 활동을 중단한 상태이다.

## 수록곡
총 10곡이 수록되어 있다.
1. 손을 펴라
2. 이럴 때일수록
3. 우리
4. 비
5. 본다
6. 이 길 가다보면
7. 풀
8. 종달새
9. 날개
10. 언제까지나

## 참조
1. ↑  한겨레 (1998년 11월 26일). “조국과 청춘 6집”. 2013년 7월 31일에 확인함.
2. ↑  한겨레 (1998년 11월 26일). “조국과 청춘 6집”. 2013년 7월 31일에 확인함.
3. ↑  한겨레 (1998년 11월 26일). “조국과 청춘 6집”. 2013년 7월 31일에 확인함.
4. ↑  한겨레 (1998년 11월 26일). “조국과 청춘 6집”. 2013년 7월 31일에 확인함.
5. ↑  네이버 뮤직. “조국과 청춘 6집”. 2013년 7월 31일에 확인함.